# Ahmed Zewail
Ahmed Hasan Zewail (arab írással: أحمد حسن زويل) (Damanhur, 1946. február 26. – Pasadena, 2016. augusztus 2.) Nobel-díjas egyiptomi kémikus.
Ahmed Zewail 1946-ban Egyiptomban született, de doktori tanulmányait már az Egyesült Államokban folytatta. 1999-ben megkapta a kémiai Nobel-díjat, mert kísérleti úton bebizonyította, hogy gyors lézerek alkalmazásával lehetséges az atomok megfigyelése, miközben azok a reagáló molekulákban átrendeződnek. 2010. november 12-én avatták az ELTE díszdoktorává.

## Iskolái
- Alexandriai Egyetem (B. S.) 1967
- Alexandriai Egyetem (M. S.) 1969
- Pennsylvaniai Egyetem (PhD) 1974
- Berkeley Kaliforniai Egyetem (posztdoktori IBM-ösztöndíjas)

## Kutatási területe
1976 után a Kaliforniai Műszaki Egyetem (Caltech) munkatársaként a molekuláris történések, az elemi reakciók megfigyelésével foglalkozott, 1978-ban itt kapott oktatói állást.
1982-ben amerikai állampolgárságot és egyetemi tanári kinevezést nyert.
1990-től a kémiai fizika Linus Pauling professzora. Tudományos kutatási területe a femtokémia (femto, a milliomod milliomodjának ezredrészének kifejezésére szolgáló elnevezés).

## Nobel-díj femtokémiai kutatásokért
Zewail 1976-tól folytatott kutatásokat ultragyors lézerekkel. 1978 és 1990 közötti munkáival kidolgozta a kémiai reakciók átmeneti állapotainak femtoszekundum időfelbontású spektroszkópiai vizsgálati módszerét, ezzel megteremtett egy új tudományterületet, a femtokémiát. 1999. évi Nobel-díját megelőzően már hat egyetem tiszteletbeli doktora, számos tudományos díj, valamint a legmagasabb egyiptomi állami kitüntetés birtokosa volt. A világ több egyetemére meghívták vendégelőadónak.
1999-ben megkapta a kémiai Nobel-díjat, mert kísérleti úton bebizonyította, hogy gyors lézerek alkalmazásával lehetséges az atomok megfigyelése, miközben azok a reagáló molekulákban átrendeződnek. Ezek a folyamatok a másodperc milliárdod részének milliomod részével, 10−15 másodperccel (1 femtoszekundummal) jellemezhető időskálán játszódnak le. Erről kapta nevét a vizsgálatukra alkalmazott módszer, a femtoszekundum felbontású spektroszkópia, valamint e folyamatok molekuláris történéseivel foglalkozó, alig tízéves új tudományág, a femtokémia.
A Caltech-en a kémia és a fizika professzora, egy nagy egyetemi kutatócsoport vezetője, valamint a National Science Foundation által finanszírozott Molekuláris Tudományok Laboratóriumának igazgatója volt. A Caltech-en eltöltött 23 év alatt több mint 150 doktorandusszal és vendégkutatóval dolgozott együtt. 2009 februárjában a Jordániai Egyetemen a művészetek és tudományok díszdoktorává avatták. Kutatásait a femtokémia területén folytatta.
Négy gyermeke született.